# 모듈라-2
모듈라-2(Modula-2)는 정형의 절차적 프로그래밍 언어이다. 1977년부터 1985/8년 사이 취리히 연방 공과대학교에서 니클라우스 비르트가 개발했다. 릴리스(Lilith) 개인 워크스테이션의 운영체제이자 응용 소프트웨어용 언어로서 개발되었다. 나중에 릴리스 외 환경의 프로그래밍용으로 사용되었다.
워스는 모듈라-2를 자신의 초기 프로그래밍 언어인 파스칼과 모듈라의 후속 언어로 보았다.

## Hello world 예시
```
MODULE
 
Hello
;

FROM
 
STextIO
 
IMPORT
 
WriteString
;

BEGIN

  
WriteString
(
"Hello World!"
)

END
 
Hello
.

```